# Zammù
Zammù é um licor de anis típico da Sicília. Tem altíssima gradação alcoólica (60 graus). Seu nome oficial é Anice Unico Tutone, sendo Tutone uma família de Palermo que destilou a bebida pela primeira vez em 1813.
O zammù DOC é obtido mediante uma pequena quantidade de espírito de vinho, com essência de cominho, todavia, o tipo de destilação é mantido em segredo. A origem do zammù comum, porém, é bem mais antiga que o Tutone de origem controlada, sendo provavelmente um legado árabe. 
A forma mais comum de tomar o zammù é adicionar poucas gotas do licor a um copo de água gelada como refresco ou digestivo.